# Orgilus consuetus
Orgilus consuetus är en stekelart som beskrevs av Muesebeck 1970. Orgilus consuetus ingår i släktet Orgilus och familjen bracksteklar. Inga underarter finns listade i Catalogue of Life.